# Ілукстський край
Ілу́кстський край́ (латис. Ilūkstes novads) — адміністративно-територіальна одиниця Латвійської Республіки. Розташований у південно-східній частині країни, в історичному регіоні Семигалія. Адміністративний центр — Ілуксте. Створений 2003 року. Площа — 647,9 км². Населення — 7994 осіб (2011). До складу краю входять 2 міста і 6 волостей.